# Turdoides tenebrosa
Turdoides tenebrosa là một loài chim trong họ Leiothrichidae.